# Antonin Ciolan
Antonin Ciolan (n. 1 ianuarie 1883, Iași — d. 4 decembrie 1970, Cluj) a fost un dirijor român, membru fondator al Filarmonicii de Stat din Cluj (actualmente Filarmonica de Stat Transilvania din Cluj-Napoca).

## Biografie
Antonin Ciolan s-a născut pe 1 ianuarie la Iași. Educația sa a fost îndrumată de către părinți, ambii iubitori de artă și literatură. După terminarea cursurilor primare, este elev la Liceul Național din Iași, pe care îl va absolvi în 1900. Paralel cu studiile liceale se înscrie la Conservatorul din Iași, la clasele de teorie-solfegii, armonie și pian unde îi are ca profesori pe Gavriil Musicescu și Eduard Caudella. Se remarcă prin talentul de dirijor și de organizator de orchestră. Ca pianist îl va însoți pe Teodor Burada în diverse turnee de concerte în Moldova.
În 1904 își satisface serviciul militar, perioadă în care se va ocupa de organizarea unei orchestre și a unei fanfare militare. În cadrul „Societății muzicale”, în perioada 1907-1909 îi va reveni sarcina instruirii „ansamblurilor de cor și orchestră”.
În perioada 1909-1913 își desăvârșește studiile muzicale la Berlin, Dresda și Leipzig. Fiind apreciat atât de profesori cât și în cadrul cercurilor unde a activat, i se oferă postul de dirijor permanent al „Societății filarmonice Mozartverein”.
După 1913 revine în țară și este numit profesor de contrapunct, fugă și compoziție la Conservatorul din Iași, al cărui director devine din 1920. În perioada interbelică, duce, ca director al acestei instituții, o intensă activitate de ridicare a învățământului și creației muzicale românești. Sprijină crearea unei „Asociații a elevilor Conservatorului”.
După ce în 1922, în urma unor intrigi, fusese înlăturat de la conducerea Conservatorului, este rechemat la cârma acestuia în 1925 și continuă, paralel cu munca profesorală, și activitatea dirijorală, avându-i ca elevi, printre alții, pe Emanuel Elenescu, Dinu Niculescu, Constantin Arvinte.
În 1948 s-a stabilit la Cluj, unde va fi numit dirijor al orchestrei simfonice „Ardealul” și prim-dirijor al Operei Maghiare de Stat. Ca profesor al „Institutului Român de Artă” și al Conservatorului „Gheorghe Dima” participă la formarea tinerelor cadre de dirijori: Petre Sbârcea, Emil Simon, Ervin Acel, Liviu Comes, Ion Bogdan Ștefănescu, Erich Bergel.
Odată cu înființarea Filarmonicii de Stat din Cluj în 1955 a fost numit director și prim – dirijor, posturi pe care le va ocupa până în 1970.
A fost căsătorit cu pianista Eliza Ciolan, absolventă a clasei Alfred Cortot de la „Ecole Normale” din Paris.
Dirijorul Antonin Ciolan a fost distins cu titlul de Maestru Emerit al Artei din Republica Populară Romînă (1963) „pentru activitate îndelungată și merite deosebite în domeniul muzicii și al învățământului superior artistic, cu prilejul împlinirii a 80 ani de viață și 60 ani de activitate artistică” și apoi cu cel de Artist al Poporului din Republica Populară Romînă „pentru merite deosebite în activitatea desfășurată în domeniul teatrului, muzicii, artelor plastice și cinematografiei”.
Pe 4 decembrie 1970 s-a stins din viață la Cluj. A fost înmormântat în cimitirul „Eternitatea” din orașul natal, Iași.

## Distincții
- 1942 – Ordinul „Meritul Cultural” în gradul de Cavaler cl. II, pentru muzică[8]
- 1953 – titlul de Artist Emerit al Republicii Populare Române „pentru realizări valoroase și activitate rodnică în ramurile artistice”[9]
- 1953 – Ordinul Muncii clasa a III-a „cu ocazia împlinirii a cinci ani de la înființarea Operei Maghiare de Stat din Cluj”[10]
- 1962 – titlul de „Profesor Emerit al Republicii Populare Romîne” „pentru activitatea îndelungată, contribuție în dezvoltarea științei și merite deosebite în dezvoltarea învățămîntului superior”[11]
- 1963 – titlul de Maestru Emerit al Artei din Republica Populară Romînă „pentru activitate îndelungată și merite deosebite în domeniul muzicii și al învățământului superior artistic, cu prilejul împlinirii a 80 ani de viață și 60 ani de activitate artistică”[12]
- 1964 – titlul de Artist al Poporului din Republica Populară Romînă „pentru merite deosebite în activitatea desfășurată în domeniul teatrului, muzicii, artelor plastice și cinematografiei”[13]

## Aprecieri
„Evocându-l pe maestrul Ciolan, trebuie să spun că acest moldovean de obârșie, născut în 1883 la Iași, de o bunătate și o generozitate sufletească fără pereche, era animat de o copleșitoare dorință de perfecțiune. Aceasta ducea la repetiții în care investea o cantitate enormă de energie, insistând la cizelarea fiecărui sunet, a fiecărui acord, fie că era vorba de Orchestra studenților de la Conservator sau de proaspăt înființata Filarmonică. Cred că dorința de perfecțiune și răbdarea fără margini cu care făcea această muncă se datorează faptului că, la rândul său, maestrul a fost elevul unor mari personalități: Arthur Nikisch și Hans von Bulow. Iată o filiație care vorbește de la sine - profesori care și-au pus pecetea pe întrega sa activitate artistică ulterioară. ”— Emil Simon, 2006

## Galerie de imagini

Bustul lui Antonin Ciolan (din Cluj-Napoca Parcul "Simion Bărnuțiu"